# Sinop, Mato Grosso
Sinop är en stad och kommun i delstaten Mato Grosso i centrala Brasilien. Kommunen hade år 2014 cirka 127 000 invånare. Stadens namn är en akronym av Sociedade Imobiliária Noroeste do Paraná. 1976 blev Sinop ett distrikt inom kommunen Chapada dos Guimarães, och 1979 blev området en egen kommun.